# 埃斯佩兰斯海角海战
1942年10月爆发的埃斯佩兰斯海角海战（又译埃斯帕恩斯角海战），亦称为第二次萨沃岛海战，日方则称为薩沃島近海海戰（日语：サボ島沖海戦），是第二次世界大战期间太平洋战场上的一次大日本帝國海軍与美國海軍之间的海上交锋。是役发生于所罗门群岛，瓜达尔卡纳尔岛（下简称瓜岛）和薩沃島之间的海峡入口处，是瓜岛战役的四场主要海战之中的第二场。埃斯佩兰斯海角(9°15′S 159°42′E / 9.250°S 159.700°E)位于瓜岛最北端，本次海战即因此地而得名。
1942年10月11日夜间，一支大型日军船队开向瓜岛，试图为岛上的日军运送补给和增援部队。船队由城島高次海军少将指挥，包括两艘水上飛機母艦以及6艘驱逐舰。此外，五藤存知海军少将率领着一支舰队（包括3艘重型巡洋舰和两艘驱逐舰），为了执行炮轰瓜岛上的亨德森机场、摧毁盟军飞机和机场设施的任务，同一时刻也正在该地区单独行动。
11日午夜，一支由诺曼·斯科特海军少将率领的美军舰队（包括四艘巡洋舰和五艘驱逐舰），抵达了瓜岛旁边的萨沃岛，迎头截住五藤的舰队。这次会战完全出乎日本人意料之外，是役日军一艘重巡、一艘驱逐舰沉没，一艘重巡重创，五藤本人身负重伤而死，五藤舰队被迫中止炮击任务撤退。而斯科特的一艘驱逐舰也被击沉，此外还有一艘巡洋舰、一艘驱逐舰重创。但运输船队趁着双方交战时成功完成了运输任务返回，没被美国人发现。12日凌晨，运输船队有4艘驱逐舰回去救助撤退中的五藤舰队。亨德森机场的飞机在12日白天发动空袭，又击沉了两艘驱逐舰。
本次会战和之前的薩沃島海戰类似，都是并非决定性的战斗。此战过后，美日双方都依然未能彻底控制该地区水域。但是美军因此一扫萨沃岛海战惨败以来的阴霾，士气为之大振。

## 背景
1942年8月7日，盟军（主要是美军）接连在所罗门群岛中的瓜岛、图拉吉岛和佛罗里达群岛登陆。盟军的任务是要从日军手中夺取这些岛屿，防止日军利用这些岛屿作为前进基地，威胁美国和澳大利亚之间的航运线路；同时盟军可以利用这些岛屿作为跳板发起新的战役，以孤立日军在南太平洋的主要基地拉包尔；此外亦可以从这里出发支援盟军在新几内亚的战斗。但盟军此举引发了日军的反擊，由此拉开了长达6个月的瓜達爾卡納爾島戰役的帷幕。
8月8日，以美国海军陆战队为主力的登岛盟军，趁日本人不备之际夺下了图拉吉岛和附近的小岛，同时占领了日军建设营正在瓜岛伦加点建设的机场。该机场其后被盟军命名为亨德森机场；而进驻亨德森机场的航空部队被命名为“仙人掌航空队”（CAF）。
作为应对，日本大本营派出陆军第17军，由百武晴吉中将率领，试图夺回瓜岛。自8月19日起，第17军各分队陆续抵达瓜岛。
由于盟军的空中威胁，日军无法利用庞大而缓慢的运输船来向岛上的部队运送补给和增援，只能被迫改用軍舰。日军利用轻巡和驱逐舰速度快的优势，由夜色掩护经由“海槽”抵达瓜岛，又赶在天亮前返回，以最大程度减少舰艇暴露在盟军飞机的威胁下的时间。这种利用轻型舰艇运送物资的方式被盟军称为“東京快車”，而日军则自嘲为“鼠输送”。但是轻型舰艇的载货能力有限，无法运送大件物品，诸如大口徑火炮、車輛，也无法大量运送粮食和弹药。此外，这种方式还抽调了大量的驱逐舰，而这些宝贵的舰艇本来应该用于商船护航之中。

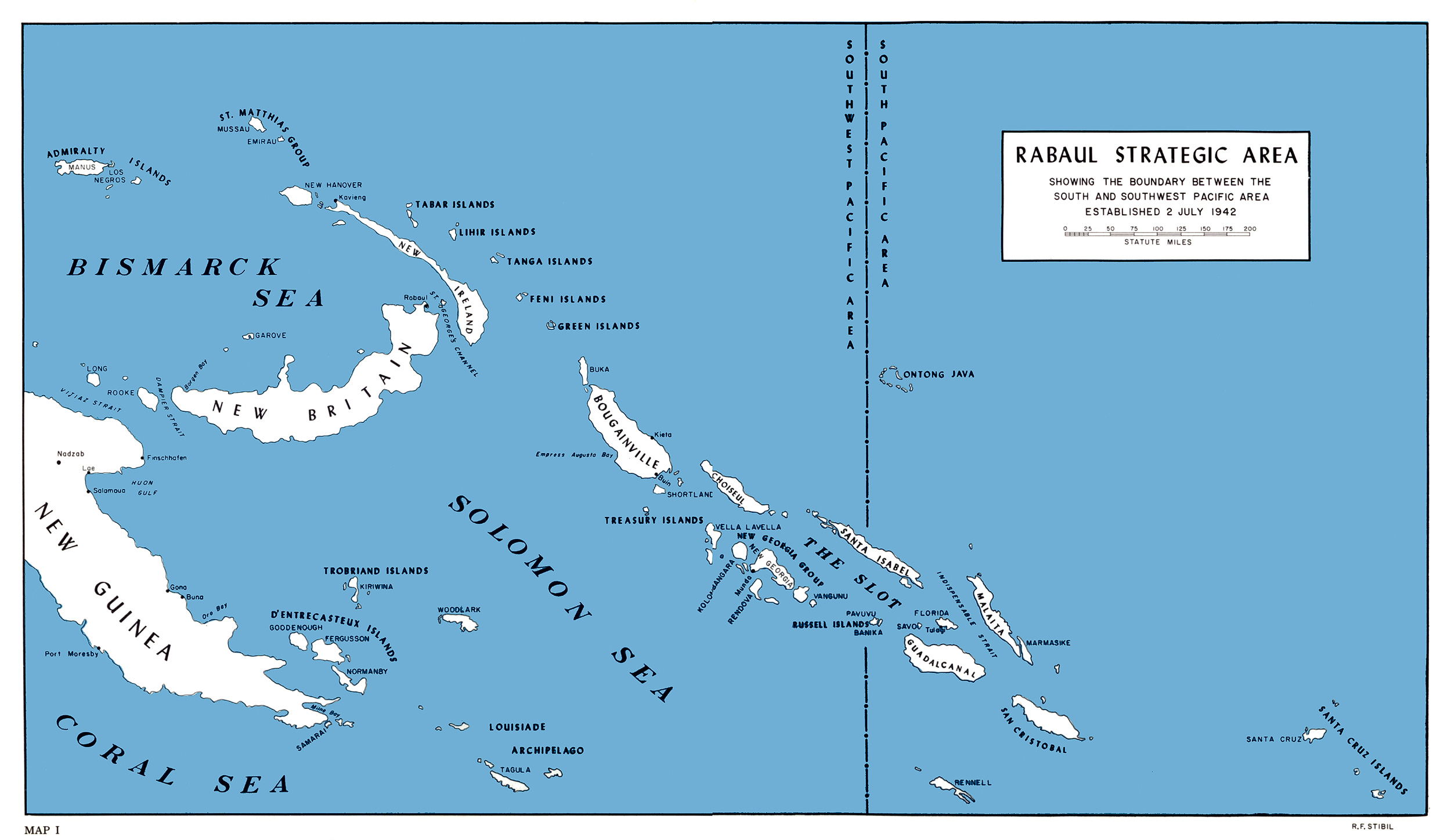
南太平洋所罗门群岛地区。日军在拉包尔的基地在左上方；瓜岛（右下处）则位于“海槽”的东南尽头。日军正是利用“海槽”进行所谓的“东京快车”运输。

日军在这一地区集中了大量的水面舰艇，主要据点拉包尔也位置优越，据此日本人挟8月初萨沃岛海战大胜的余威，控制了瓜岛周边海域晚上的主动权。但是到了白天，一旦任何日军舰船暴露在亨德森机场的攻击范围之内（大约200英里（320）），就很可能招致灭顶之灾。这种局面在1942年8、9月间一直持续存在。斯科特海军少将的舰队出现在埃斯佩兰斯海角，则是美军为了从日军手中夺取瓜岛附近水域的夜间控制权的首次尝试。
日军夺回亨德森机场的首次尝试是8月21日的泰纳鲁河战役；其后又在9月12-14日的埃德森岭战役再次向机场发起冲击。但日军的两次进攻均为美军所挫败。
日本人计划在10月20日再次发动进攻以图夺取亨德森机场。为此日军从荷屬東印度调集了第2师团和第38师团共计1万7500名人至拉包尔，准备投送至瓜岛。从9月14日起至10月9日，百武以及大批第2师团的士兵都陆续上岛。此番准备除了以往的轻巡和驱逐舰，日军还投入了水上飞机母舰日进号运送大口徑火炮和車輛等重型装备。日本海军承诺会为了陆军的攻势而往岛上投送人员、装备和补给，同时加大对亨德森机场的空袭力度，并且出动战斗舰艇炮轰机场。
日军第8舰队（司令部位于拉包尔）司令三川軍一海军中将为了给10月攻势做准备，计划于10月11日夜间执行一次大规模的“东京快车”补给行动。本次行动事关重大，因此除了日进号之外还有水上飞机母舰千岁号也参加进来，准备从肖特兰泊地和布干维尔岛布因的海军基地运输728名士兵、4门九六式150毫米榴弹炮、2门九四式山炮、1门高射炮以及大批弹药至瓜岛。随行的有6艘驱逐舰（秋月號、綾波號、白雪號、叢雲號、朝雲號和夏雲號），其中5艘装满了士兵。日方将这支船队称呼为输送部队，交由城島高次海军少将指挥。同时另有一支舰队在五藤存知海军少将的指挥下作为支援部队，由第6战队的3艘重巡（青葉號、衣笠號、古鹰号），以及第11驱逐队第2小队两艘驱逐舰（吹雪號、初雪號）组成。支援部队装备了特殊的弹药，将会单独行动，准备前往瓜岛炮击机场，摧毁机场内的飞机和设施。日本人在紧锣密鼓地进行着准备工作，对美军的动向一无所知。
同一时间，统率南太平洋地区美国陆军的米勒德·哈蒙少将认为，如果想要在日军即将到来的下一波攻势中守住瓜岛，就必须立即对岛上的守岛部队进行支援。他成功说服了南太平洋美军总司令罗伯特·L·戈姆利中将，10月8日陆军第164步兵团的2837人从新喀里多尼亚登船前往瓜岛，预计10月13日抵达。
戈姆利命令斯科特率领第64特混舰队（TF64）随行护送装载着增援部队的运输船。TF64下辖4艘巡洋舰（旧金山号、博伊西号、盐湖城号和海伦娜号）以及5艘驱逐舰（法伦霍尔特号、邓肯号、布坎南号、麦卡拉号和拉菲号），其任務是為盟军运输船队護航，攔截增援或炮擊瓜岛的日舰。斯科特麾下的舰隊於10月8日進行了一次夜战训练，然后從9日起，每天下午4點前抵達瓜島以南的倫內爾島（該島在從拉包爾起飛的日機航程之外）附近停留，等待日军前往瓜岛的報告。一旦派往海槽的偵察機發現敵蹤，就前往攔截。如此既能避免被日軍發現，又能在夜間即時抵達瓜島以北的薩沃島附近伏擊敵艦。

## 战斗

### 前奏
10月11日08:00，城岛的输送部队从肖特兰泊地出发，经海槽驶往约250英里（400）外的瓜岛。五藤则于同日14:00，同样是从肖特兰泊地出发。
日军为了保护输送部队、防止仙人掌航空队的袭击，决定动用第11航空艦隊（驻扎于拉包尔、卡維恩、布因等地）11日对亨德森机场发动两场空袭。17架零战正午抵达亨德森机场上空扫射，但没有美军飞机升空作戰。45分钟后，由45架一式陆攻和30架零战组成的第二波攻击抵达目的地。在空战中，分别有一架日军一式陆攻和两架美军战斗机被击落。日军的空袭并没有对仙人掌航空队造成太大的损失，但亨德森机场的轰炸机也的确因此迟迟无法出动以搜寻攻击城岛舰队。在船队经过海槽的时候，第11航空艦隊全程提供了空中掩护。因为日军对此次任务极为重视，因此当日的最后一波掩护的战斗机被命令要一直在艦队上空护航直到天黑，然后在海上迫降，等待艦队里的驱逐舰救援。全部6架飞机都因此而坠海了；只有一名飞行员获救。
盟军的侦察机11日14:45在海槽的科隆班加拉島和舒瓦瑟爾島之间发现了日军艦队，回报称目击到有两艘“巡洋舰”和6艘驱逐舰。五藤的舰队在输送部队后方，并未被美军发现。斯科特接报后，16:07开始向瓜岛进发，准备拦截输送部队。
斯科特为即将到来的战斗制定了一个简单的计划。他将舰队排成單縱陣，驱逐舰在前，巡洋舰在后；由於情報官誤認為日軍或可偵測到美軍使用的SC雷達信號，為了達到奇襲效果，開火前不准用SC雷達；装备了性能更好、新式的SG雷达的海伦娜号和博伊西号搜索300度区域，以抢先发现靠近的敌军。驱逐舰用探照灯照亮任何一个目标然后发射鱼雷；巡洋舰则向任何一个射程内的目标开火。各舰自行决定目标，无需等待命令。巡洋舰上的水上飞机将会提早起飞，投下曳光弹照亮敌军。他不了解SG雷達提供的優勢，因此选了装备SC雷達但火力最強的旧金山号作为旗舰。
21:22，日本伊號第二十六潛艦發現了美軍巡洋艦，艦長急於攻擊，因此直到23:41才報告敵蹤。
22:00美军舰队接近了瓜岛的西北端（“汉特海角”），三艘巡洋舰遂放出了水上飞机。其中一架在起飞的时候坠毁，但另外两架成功起飞，在萨沃岛、瓜岛和铁底湾上空巡逻。美军出动水上飞机的时候，输送部队正在绕过瓜岛的西北角；因为此地的山峰的阻挡，双方都没有看见对方。22:20，城岛电告五藤，视野内未发现美军舰艇。22:45，输送部队在瓜岛北部卸货的时候，听到了水上飞机从头顶飞过的声音，但他们没有通知五藤。因此五藤沒有收到任何美軍出現的警報。
22:33，美军在越过埃斯佩兰斯海角的时候，斯科特下令展开战斗阵型。前鋒是三艘驅逐舰：法伦霍尔特号、邓肯号和拉菲号；四艘巡洋舰居中：旧金山号、博伊西号、盐湖城号和海伦娜号；兩艘驅逐舰殿后：布坎南号和麦卡拉号。各舰距离500至700碼（460至640）。其时月亮已经下落，光线昏暗，视野很差，看不到海平面。

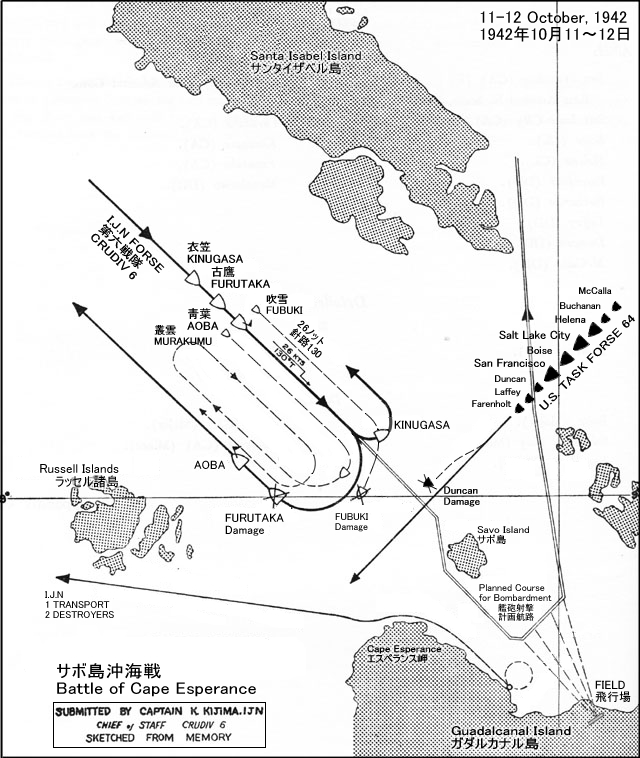
五藤和城岛舰队在战斗中的运动示意图。绕着萨沃岛的浅灰色线是五藤舰队预定的靠近炮击然后脱离的路线。图中初雪号被误标记为丛云号。

五藤的舰队穿过了数片雨区，以30節（56每小時）的速度接近了瓜岛。旗舰青叶号領頭，其后跟随着古鹰号和衣笠号。青叶号的右舷侧是吹雪号，左舷侧则是初雪号。23:30五藤舰队从最后一片暴雨区域钻了出来，赫然出现于海伦娜号和盐湖城号的雷达显示屏上。但日軍军舰上并未装备雷达，对美軍的到来浑然不觉。此前盐湖城号的水上飞机失事后正在起火燃烧，距离西北50海里外的五藤舰队的瞭望员发现了火光，并将其误认为瓜岛附近的输送部队的发光信号，甚至回复了信号。但美军并没有看到这个信号。

### 交战
23:00旧金山号的水上飞机发现了瓜岛边上屬於输送部队的一大兩小艦艇，将此报告给了斯科特。由於稍早的報告都是8艘敵艦，斯科特判断后续还会有更多的日军舰艇到来，于是决定继续向萨沃岛以西前进，维持航向不变。23:33，斯科特下令舰列转向西南，向230°方向前进。其他各舰都正确理解了他的意图，是要求舰列各舰依次转向；但他的旗舰旧金山号誤解了命令，在前列的驱逐舰转向的时候旧金山号也同时转向。紧跟在旧金山号后面的博伊西号跟随着旧金山号转向。这样一来，前列的三艘驱逐舰就和其他的美军舰艇分离了开来。
23:25海伦娜号的雷达發现日军舰艇，23:32畫出日艦在27,700碼（25,300）之外的隊形。鹽湖城號違反斯科特的命令使用了SC雷達，於23:26發現16,000碼（15,000）處的三艘敵艦，但艦長對此信心不足，沒有上報。因此斯科特於23:33下令舰隊转向時並不知道兩艦雷達發現敵蹤。23:35博伊西号和邓肯号也侦测到了五藤的舰队。在23:42到23:44之间，海伦娜号和博伊西号向斯科特汇报了雷达的侦测结果，但斯科特误以为这两艘巡洋舰发现的其实是那三艘在转向之时被孤立在舰列之外的友军驱逐舰。斯科特向法伦霍尔特号发出无线电，询问这艘驱逐舰是否正在打算返回舰列前端位置，得到的回复是“确定，正在接近贵舰右舷”。这让斯科特更加坚信雷达发现的目标其实是自己人的驱逐舰。
23:45，法伦霍尔特号和拉菲号依旧没有发现五藤的舰队，而是加速前进，打算恢复自己在美军舰列的位置。但与此同时，邓肯号的舰员以为这两艘驱逐舰是想向日军舰艇发动攻击，于是向着日军舰队加速，单独发起鱼雷攻击，而没有向斯科特汇报。旧金山号的雷达捕捉到了五藤的舰队，但斯科特没有得到此情報。23:45五藤已经离美军仅仅约5,000碼（4,600），海伦娜号和盐湖城号的瞭望哨均发现了日军舰艇。美军的阵型此时恰好抢占了日军的T字横头，使得美军舰艇获得了重要的战术优势，可以用自身的全部火炮攻击敌军，而日军仅能利用舰艏的火炮还击。23:46海伦娜号依然以为斯科特已经得知日军正在急速赶来，于是用无线电发出“疑问收到？（Interrogatory Roger）”（表示“是否允许进行攻击”）；但海伦娜号走的是通常的流程，故此斯科特回了一个“收到”，表示他的确收到了海伦娜号刚刚发来的这条查询信息，却并非批准开火的意思。出乎斯科特的意料，海伦娜号一收到斯科特的这条回复，就当即向日军开火；博伊西号、盐湖城号紧随其后也开始炮击。而令斯科特更加大惊失色的是旧金山号居然也跟着开始攻击了。

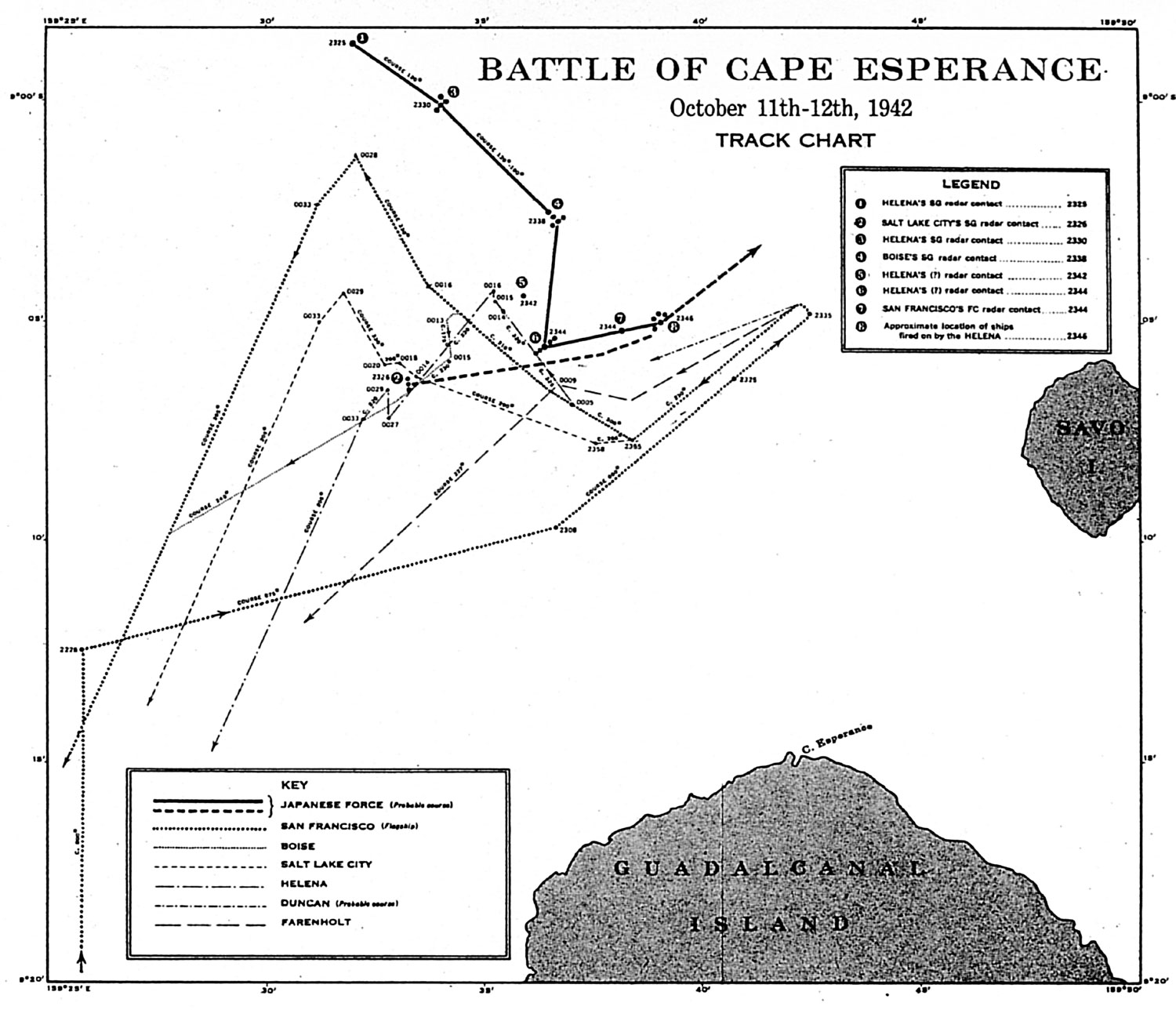
双方接战后的运动。图中比较准确地描绘了美军舰艇的运动（下方线条），但日军舰艇的运动轨迹仅为示意（上方较深的线条）。

五藤的舰队对于迎头痛击几乎毫无防备。23:43青叶号的瞭望员发现了斯科特的舰队，但舰队哨戒长（青叶号的水雷长）判断认为那是友军的输送舰队；五藤也同意这个见解。早前的第11航空队的侦察机和在前头的输送部队都回报称未发现敌军，因此舰队司令部断定前面的舰艇应该是友军，虽然输送部队按道理应该在西南方向，但他们恐怕是因为有什么原因而偏离了原定的路线。五藤下令用定向识别闪光信号发出“我是青叶”的信息，不过没收到回信。两分钟后，青叶号的瞭望员认出来那的确是美军，可是五藤依旧半信半疑，下令再次发出识别闪光信号。青叶号的舰员按照五藤的命令发出了信号，但迎接他们的却是美军的第一轮炮击。青叶号的上层建筑受到了攻击，被海伦娜号、盐湖城号、旧金山号、法伦霍尔特号以及拉菲号命中多达40余发炮弹，通信系统严重受损，2、3号主炮炮塔以及主炮射击方位盘被摧毁。大口径火炮的炮弹从正面贯穿了青叶号的指挥舰桥，虽然没有爆炸，但炮弹的冲击力依然杀伤多人，战队司令部全灭，五藤本人也身负致命重伤。通往舰桥的梯子也被吹飞，正在此处的包括青叶号副舰长在内的所有人也全数阵亡。青叶号3号炮塔内储存着为了炮击机场而特意准备的燃烧弹，被击中后燃起了大火。掌炮长紧急向弹药库注水，使得青叶号逃过一劫，但弹药库乘员已经因为中弹以及殉爆而全灭。青叶号舰桥瘫痪之际，非当班的第6战队先任参谋貴島掬徳（当时因为非当班而在作战室待命）冲上了舰桥，救起了濒死的五藤，同时取得了指挥权，下令调头撤退。
斯科特依然不确定他的手下究竟在向谁开火，于是23:47下令停火；但混乱中依然有美军舰船在持续炮击。斯科特命令法伦霍尔特号发出自己的识别灯；当他终于确信法伦霍尔特号就在自己的队列旁边后，于23:51下令恢复攻击。
持续受到美军命中的青叶号虽然舰桥一片狼藉，但水线以下基本完好，遂右转全速驶离斯科特的战列，同时释放烟幕。青叶号此举让美军误以为她正在下沉。古鹰号在青叶号后方约1500米，在确认旗舰正在受集中攻击后，古鹰号直接向前，插入美军和青叶号之间，用高射炮和主炮应战。古鹰号的举动使得自己代替了青叶号吸引了美军的注意，盐湖城号、博伊西号、邓肯号、麦卡拉号和布坎南号将所有炮火都转移到了古鹰号上。23:49古鹰号存放九三式魚雷的鱼雷管被击中，旋即引发大火，熊熊火光让古鹰号吸引了更多的美军炮火。23:58布坎南号发射的鱼雷命中了古鹰号的前部轮机舱，使其浸水停机，古鹰号主炮塔全部失去动力瘫痪，战斗开始后17分钟即失去了战斗力。此时旧金山号和博伊西号发现了约1,400碼（1,300）以外的吹雪号；此时吹雪号因为和青叶号一起右转，恰好成为离美军最近的一艘日舰，于是被美军用火炮犁了一遍，不久其他美军舰艇也加入到对吹雪号的炮击中。吹雪号身受重创，23:53起火爆炸开始下沉。衣笠号和初雪号则是选择左转、而不是跟随队形右转，使得美军一开始并没有注意到这两艘军舰。
在炮战之中夹在中间的法伦霍尔特号同时受到美日双方的炮击，数人阵亡，遂驶向旧金山号，到达美军舰列的另一边，避开了炮击。离开了舰列单独发起鱼雷攻击的邓肯号也被双方同时攻击，受伤起火，但依然勉力自行转向，脱离了交叉火力区域。

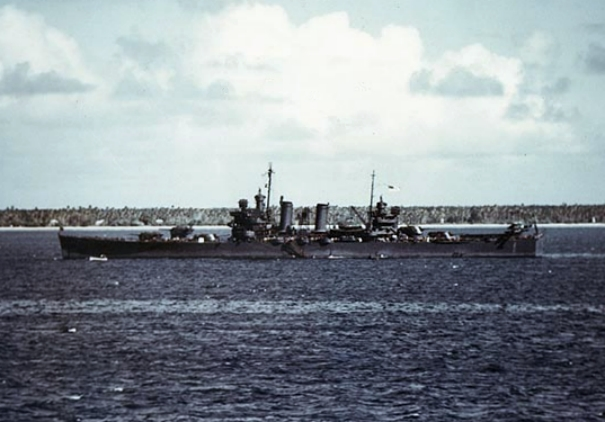
美国巡洋舰博伊西号，1942年8月于新赫布里底的聖靈島

日军舰队试图逃离战场，而另一边美军收紧了队形，转向追击日舰。左转完成的衣笠号此时与美舰同航向。00:03衣笠号向博伊西号发起鱼雷攻击；00:06博伊西号紧急右转回避，两枚鱼雷从旁擦身而过。衣笠号此时看不到博伊西号的身影，于是记录下“击沉”一艘“伦敦级重巡”的战果。博伊西号和盐湖城号打开了探照灯以帮助友军瞄准日舰，但此举亦为衣笠号的炮手提供了清晰的炮靶。博伊西号被命中4发203毫米炮弹和若干其他炮弹，尤以00:10衣笠号的两次命中为甚，博伊西号1号和2号炮塔之间的主弹药库中弹并发生爆炸；另两发则命中了水线以下。弹药库火灾引发了更大的爆炸，夺走了100多人的生命，博伊西号几乎被炸成两截；但海水从炸开的洞口涌入，浇灭了火焰，保住了火药库没有殉爆。博伊西号立即转向离开舰列，退出战斗。衣笠号和盐湖城号继续互相炮击，各自命中数发炮弹，衣笠号受损轻微，盐湖城号则有一个锅炉受损，导致速度降低。
00:16斯科特下令转向，航向330°，企图追击遁逃中的日军舰艇。但美军舰艇很快就失去了日军的踪影，误以为衣笠号已经被击沉。00:20炮火完全停息。此时美军队形已经散开，于是斯科特命令航向205°脱离战斗。

### 撤退
美军方面，博伊西号02:40扑灭了火灾，03:05回归至斯科特的舰列之中。邓肯号则因为火势无法控制，乘员02:00弃舰。斯科特并不清楚邓肯号的状况，于是派出麦卡拉号前往搜寻，然后率领其余舰艇驶向努美阿，10月13日下午抵达目的地。麦卡拉号03:00发现了还在燃烧的邓肯号，遂派出几名舰员登上邓肯号，试图控制下沉的势头。但到了12:00，邓肯号船首坍塌，麦卡拉的舰员被迫放弃了挽救的尝试。瓜岛上的美军守军派出了船只，协助麦卡拉号在萨沃岛附近的海域搜救已经被冲散了的邓肯号舰员。邓肯号最终在萨沃岛以北6英里（9.7）沉没；195名船员获救，48人死亡。就在美军搜救邓肯号落水的舰员的时候，他们遇到了100多名吹雪号的舰员；这些日军舰员起初拒绝接受美军的救助，不过一天后还是不再反抗，被美军救了上来，收押为战俘。

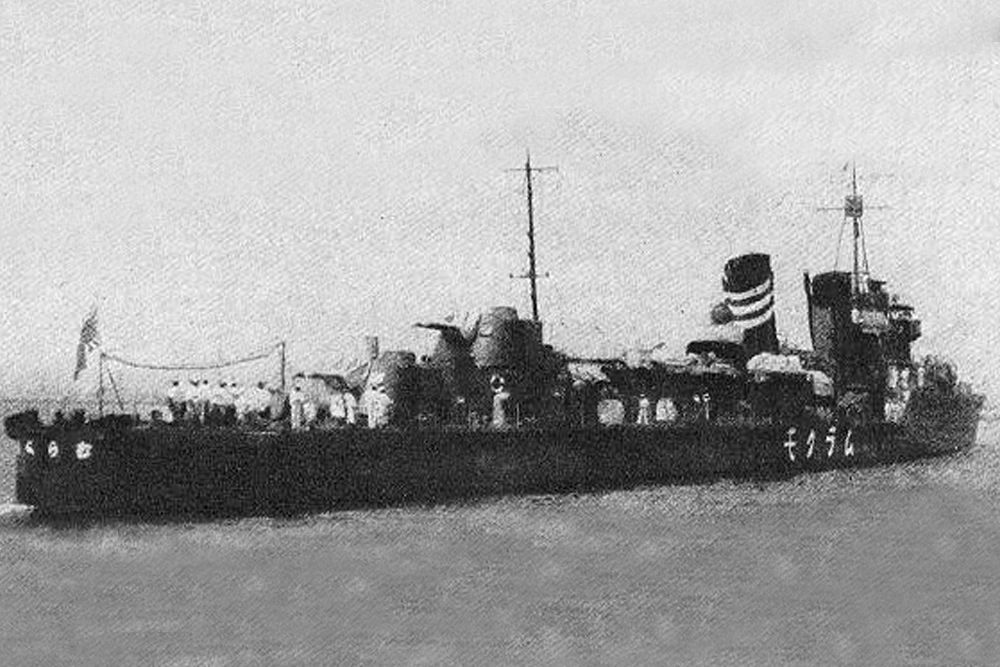
日本驱逐舰丛云号

而日军这边，就在斯科特和五藤交战的时候，输送部队把人员和物资卸下到了瓜岛上，然后经由拉塞爾群島和新喬治亞島的南边返航，未被美军舰艇发现。五藤舰队中的青叶号虽然身负重伤，但依然和衣笠号会合，一同从海槽向北撤退。而古鹰号因为伤势严重，00:50损失了所有动力，02:28在萨沃岛西北22英里（35）沉没。初雪号救助了古鹰号的幸存者后也向北退却。
城岛得知五藤舰队的状况后，立即派出白雪号和丛云号前往营救古鹰号，同时朝云号和夏云号被派去和衣笠号会合。07:00五架亨德森机场派来的SBD無畏式俯衝轟炸機袭击了衣笠号，但没有命中。08:20再有11架SBD攻击了白雪号和丛云号；虽然没有直击命中，但一发近失弹使得丛云号油箱泄漏，漏出的油迹成为了后续的飞机的指引。不久美军飞机再度来临，这次除了7架SBD外更有6架TBF復仇者式轟炸機，在14架F4F戰鬥機的保护下追踪而至，距离瓜岛约170英里（270）的地方追上了这两艘日本驱逐舰。丛云号的引擎部位被一枚鱼雷命中，失去了动力。不过在美军追击这两艘驱逐舰的时候，青叶号和初雪号10:00回到了日军在肖特兰泊地的基地中。
朝云号和夏云号赶往丛云号处救助，15:45受到了又一波美军飞机的空袭，这次是11架SBD和TBF，另有12架战斗机护航。其中一架SBD成功直接命中了夏云号，其后又有两发近失命中，夏云号受到重创。朝云号打捞起了夏云号的幸存者，16:27夏云号沉没。另外已经瘫痪无法动弹的丛云号也受到多次命中起火，乘员被迫弃舰。白雪号救助了丛云号的乘员后，向丛云号发射鱼雷将其击沉。其后日军驱逐舰脱离，返回了肖特兰泊地。

## 影响
五藤因为出血过多，06:00在撤退的途中死在了军舰上。他直到死前都一直以为是受到了友军的误击。青叶号返回了日本吳市，直到1943年2月15日都一直在那里修理。而本次战斗中损失轻微的衣笠号则在一个月后的瓜達爾卡納爾海戰中沉没。

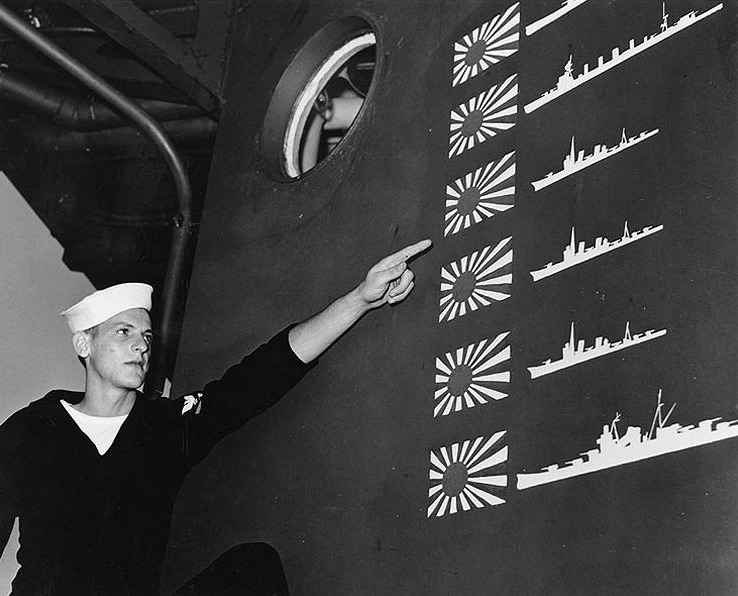
一名美国水兵指着博伊西号的战绩板，上面记载着博伊西号参与击沉了3艘巡洋舰和3艘驱逐舰；不过这个战果比日军的真实损失要夸大得多。摄于1942年11月，博伊西号在战斗后返回了美国本土进行修理。

日军一直自信擅长夜战，但本次却是美军首次在夜间海战中取胜。在战斗开始阶段美军自己也一度陷入混乱之中，但日军自己问题更多，包括空中侦察不足、指挥官失职、命令传达不通畅，同时作战命令复杂，舰队既要准备夜战、又要炮击机场、还要护送输送部队，分散了指挥官的注意力。而且本次战前，日军司令部（聯合艦隊、第11航空舰队、第8舰队）一厢情愿作出了“敌舰队不会行动”的判断，导致了美军的突袭的成功。
10月15日，联合舰队参谋长宇垣纏海军少将在他的日记《战藻录》里，针对第6战队司令部缺乏警戒、判断失误，此战只有衣笠号一舰进行了有效的战斗等情况，作出了严厉的批评。而他在16日的日志里，对久宗米次郎海军大佐（青叶号舰长）、荒木传海军大佐（古鹰号舰长）、战队参谋长等人的报告进行了记录，认为这次夜战失败在于事先侦察欠缺。。
日军此战损失不轻，炮击瓜岛机场的任务也没有达成，但运输任务是顺利完成了。日军方面内部记录下“美军一艘巡洋舰、一艘驱逐舰沉没，一艘重巡重创”的战果。大本营发表则改为是日军损失一艘巡洋舰，美军“两艘巡洋舰、一艘驱逐舰沉没，一艘巡洋舰重创”。
斯科特则宣称此役美军共击沉3艘巡洋舰和4艘驱逐舰。博伊西号因为损伤严重，需要返回费城海军军港进行修理；维修直到1943年3月20日才结束。美国的媒体广泛报道了本次的“大胜”，尤其将博伊西号的功绩夸大成“单舰足以匹敌一支舰队”。不过这种宣传主要是出于保密的需要，其他参战舰艇的名字都没有公开。
尽管此战美军取得了战术上的胜利，但瓜岛的情势依然没有太大变化。仅仅两天后的10月13日，日军栗田健男海军中将率领第三战队的战列舰金刚号、榛名号，组成第二次炮击舰队，炮轰了瓜岛亨德森机场，机场受到了严重的打击。一天后，一支大型的日军船队成功投送4500名士兵和一批装备到岛上。本次运输给予了岛上日军有力支持，得以在23日发动了大规模进攻。另一方面，美军船队13日如期抵达瓜岛，在23-26日间爆发的亨德森机场战役中发挥了关键作用。
埃斯佩兰斯海角的战斗对于美军还有另一个副作用，那就是使得美军无法准确评估日军的鱼雷的威力和射程，也使得美军并不知道日军的夜战用光学器具其实性能优越，而一干日军驱逐舰和巡洋舰指挥官其实也是训练有素。相反，美军在本次战斗中总结出了错误的经验，导致美军指挥官在其后的战斗中一直坚信美军舰艇的火炮比起日军的鱼雷要更加有效。美军的这个迷思在两个月后的塔薩法隆加海戰中将会受到日军的有力挑战。

## 扩展阅读
- Boehm, Roy. . Newsweek. March 8, 1999  [2009-06-14]. （原始内容存档于2022-01-13）.
- Hone, Thomas C. . Proceedings of the U.S. Naval Institute (Vol. 107, No. 9, September 1981) (Annapolis, Maryland). 1981: 113–116. ISSN 0041-798X.
- Hornfischer, James D. . Random House. 2011. ISBN 0-553-80670-X.
- Kilpatrick, C. W. . Exposition Press. 1987. ISBN 0-682-40333-4.
- Lacroix, Eric; Linton Wells. . Naval Institute Press. 1997. ISBN 0-87021-311-3.
- Langelo, Vincent A. . Eakin Pr. 2000. ISBN 1-57168-370-4.
- Lundstrom, John B.  New. Naval Institute Press. 2005. ISBN 1-59114-472-8.
- Miller, Thomas G. . Admiral Nimitz Foundation. 1969. ISBN 0-934841-17-9.
- Morris, Frank Daniel. . Houghton Mifflin Co. 1943.
- Parkin, Robert Sinclair. . Da Capo Press. 1995. ISBN 0-306-81069-7.

9°9′S 159°38′E / 9.150°S 159.633°E